# Запотечка цивилизација
Запотечка цивилизација је била староседелачка предколумбијска цивилизација која је цветала у долини Оахаке у Мезоамерици. Археолошки докази показују да је њихова култура настала пре најмање 2.500 година. Археолошко налазиште Запотец у древном граду Монте Албан има монументалне зграде, лопте за лопте, велелепне гробнице, укључујући фино обрађен златни накит. Монте Албан је био један од првих већих градова у Мезоамерици. Било је средиште државе Запотек која је доминирала већим делом територије која је данас позната као мексичка држава Оахака.

## Историја
Запотечка цивилизација је настала у централним долинама Оахаке крајем 6. века пре нове ере. Три долине биле су подељене између три различита друштва, раздвојена ничијом земљом површине 80 km2 (31 sq mi) у средини. Град Оахака се много касније развио у тој области. Археолошки докази, попут спаљених храмова и жртвованих ратних заробљеника, указују на то да су се три друштва такмичила једно против другог. На крају фазе Росарио (700–500. п. н. е.), највеће насеље у долини Сан Хосе Моготе и оближње насеље у долини Етле, изгубили су већину свог становништва.

## Језик
Запотечки језици припадају породици језика званој ото-манге, древној породици мезоамеричких језика. Процењује се да су се данашњи ото-мангески језици одвојили од заједничког корена око 1500. године пре нове ере. Мангески језици су се вероватно прво одвојили, а затим је следио отопамејски огранак, док се дивергенција миштеканских и запотеканских језика догодила још касније. Запотеканска група укључује запотечке језике и блиско сродни чатински. Запотечки језици се говоре у деловима Северне Сијере, Централних долина, као и у деловима Јужне Сијере, на превлаци Техуантепек и дуж делова пацифичке обале. Због деценија исељавања, запотечки се такође говори у деловима Мексико Ситија и Лос Анђелеса, Калифорнија. Постоји 7 различитих запотечких језика и преко 100 дијалеката.
Запотечки је тонски језик, што значи да је смисао речи често одређен висином гласа (тонема), битним за разумевање значења различитих речи. Запотечки језици имају до 4 различита тонема: високи, ниски, растући и падајући.

## Друштво
Између 1. и 2. фазе Монте Албана дошло је до значајне експанзије становништва долине Оахаке. Како је становништво расло, растао је и степен друштвене диференцијације, централизације политичке моћи и церемонијалних активности. Током Монте Албана 1-2 изгледа да је долина била подељена на неколико независних држава, што се манифестује у регионалним центрима моћи. До фазе 3 Монте Албана, фрагментација између града и долина резултирала је порастом становништва и урбаног развоја самог Монте Албана.

## Географија
Централне долине Оахаке, колевка цивилизације Запотека, су три широке долине — Етла на западу, Окотлан на југу и Митла на истоку — које се спајају на надморској висини од око 4.500 ft (1.400 m) у центру данашње државе Оахака. Налазе се око 200 km јужно од Мексико Ситија. Планине окружују долину са Сијера Норте на северу и планинама Тлаколула на југоистоку. Окружење је веома погодно за пољопривреду и сматра се једном од колевки кукуруза. Процењује се да у време настанка Запотечке цивилизације тло у долини није било погођено ерозијом која се данас види, јер храстове и борове шуме које покривају околне планине још нису биле десетковане сечом. Од новембра до маја постоји сушна сезона, али дуж река је могуће два пута садити и убирати усеве. Кроз планине пролази од северозапада ка југу река Атојак која обезбеђује воду за мали појас земље који се граничи са реком, када повремено поплави. Да би обезбедили воду за усеве на другим местима у долини далеко од реке, Запотеци су користили канале за наводњавање. Користећи воду из малих потока, Запотеци су успели да доведу воду до Монте Албана, који се налази 400 m изнад дна долине. Археолози су пронашли остатке малог система за наводњавање који се састоји од бране и канала на југоисточном ободу планине. Како то не би било довољно да се подржава сво становништво Монте Албана, претпоставља се да је постојало више других система за наводњавање. Исто тако, усеви узгајани у долини нису били довољни да се одржи брзи раст становништва у фази Монте Албана I. Стога су усеви гајени у подножју, где је тло мање плодно и било је потребно вештачко наводњавање.
Иновација у пољопривреди омогућила је Запотецима да одају почаст шпанским освајачима и створе довољно вишка да се прехране упркос природним катастрофама и болестима.

## Технологија
Запотеци су развили календар и логослоговни систем писања који је користио засебан глиф да представља сваки од слогова језика. Сматра се да је овај систем писања један од првих система писања у Мезоамерици и претходник оних које су развиле цивилизације Маја, Миштека и Астека. Води се дебата о томе да ли су олмечки симболи, датирани на 650. п. н. е., заправо облик писања који претходи најстаријем запису Запотека који датира од око 500. године п. н. е.

## Религија
Као и већина мезоамеричких религиозних система, Запотечка религија је била политеистичка. Нека позната божанства била су Косихо, бог кише (слично астечком богу Тлалоку); Кокахани, бог светлости; и Питао Козоби, бог кукуруза. Запотечка божанства су била претежно повезана са плодношћу или пољопривредом. Представљена су мушка и женска божанства, диференцирана по ношњи. Мушкарци су приказани како носе парче тканине око кукова са или без огртача, док су жене приказане у сукњама. Постоје неки докази о обожавању божанстава која нису директно повезана са Запотечком културом, као што су теотихуаканска перната змија, Бог лептира и Бог кише; и Нахуатл бог пролећа Шипе Тотека. Верује се да су Запотеци користили људско жртвовање у неким својим ритуалима.
Постоји неколико легенди о пореклу Запотека. Једна од њих је да су они били првобитни људи из долине Оахаке и да су настали од стена, или да су потомци великих мачака као што су пуме, јагуари и оцелоти. Други је да су се Запотеци населили у долини Оахаке након што су основали Толтечко царство, и да су били су потомци народа Чикомозтока. Ове легенде су записане тек након шпанског освајања.

### Ритуали посвећења
Запотеци су користили ритуале посвећења да би осветили своје животне просторе и структуре. Ископавање хумке III у пирамиди храма Куилапан у Оахаки открило је оставу посвећења која садржи много перли од жада, два жадна ушна калема, три оштрице од опсидијана, шкољке, камење, бисер и кости малих животиња, вероватно од птица, датираних на 700. годину. Сваки од ових материјала симболизовао је различите верске концепте. Како није било лако доступан, жад се ценио, а обрађени жад још више јер су елита били примарни уметници. Оштрице од опсидијана су повезане са жртвовањем, јер су се обично користиле у ритуалима пуштања крви. Шкољке и бисер представљају подземни свет, будући да су из океана, а мале птичје кости представљају небо и његов однос према уравнотеженом космосу. Ови артефакти су значајни због њиховог постављања у структуру која се користи за ритуал и повезаношћу са моћи. Ова остава је облик ритуала посвећења, који посвећује пирамиду храма Куилапан овим идејама моћи, жртвовања и односа између подземља и космоса.